# Santo Ângelo
Santo Ângelo er en brasiliansk by i den sydlige del af landet, med 76.304 indbyggere (2010). Og dets oprindelse går tilbage til den spanske periode som værende i nærheden bosættelser i den spanske jesuit missionærer.